# 511238 Cuixiangqun
511238 Cuixiangqun è un asteroide della fascia principale. Scoperto nel 2013, presenta un'orbita caratterizzata da un semiasse maggiore pari a 2,6608895 au e da un'eccentricità di 0,0332175, inclinata di 21,52056° rispetto all'eclittica.